# Сысоев, Сергей Васильевич
Серге́й Васи́льевич Сысо́ев (9 апреля (21 апреля) 1896, Москва — 12 мая 1980, Москва) — русский и советский футболист.

## Биография
Играл в командах Замоскворецкий клуб спорта, ОППВ, «Строители» (Москва).
Также был футбольным арбитром.

## Достижения
Чемпионат СССР по футболу
- Чемпион: 1923

Чемпионат РСФСР по футболу
- Чемпион: 1920, 1922

Московская футбольная лига / Кубок КФС-Коломяги
- Чемпион (7): 1914, 1916, 1918 (в), 1918 (о), 1919 (в), 1920 (в), 1922 (о)
- Вице-чемпион (2): 1917 (в), 1919 (о)
- Бронзовый призёр: 1922 (в)

Кубок Тосмена
- Финалист: 1919

Список 33 лучших футболистов сезона в СССР
- Левый полузащитник (3): 1920 (№ 1), 1922 (№ 1), 1923 (№ 2)[a]

## Личная жизнь
- Брат Сысоев, Валентин Васильевич (1887—1971) — русский футболист